# Ба, Амаду Ампате
Амаду Ампате Ба (январь или февраль 1901, Бандиагара — 15 мая 1991, Абиджан, Кот-д'Ивуар) — малийский писатель и этнограф.

## Биография
Родился в аристократической семье из народа фульбе. После смерти отца был усыновлён вторым мужем своей матери, принадлежавшим к народу тукулёров. Началом его образования стало изучение Корана под руководством известного малийского суфия Терно Бокара, затем учился во французских школах в Бандиагаре и Дженне. В 1915 году сбежал из школы и воссоединился с матерью в Кати, где продолжил своё образование.
В 1921 году он отказался от поступления в высшую школу на острове Горе, и в качестве наказания губернатор назначил его на низкую должность в Уагадугу. С 1922 по 1932 год Ба занимал различные посты на нижних ступенях колониальной администрации в Верхней Вольте, с 1932 по 1942 год служил в Бамако. В 1933 году он взял шесть месяцев отпуска, чтобы посетить своего первого учителя Терно Бокара.
В 1942 году Ба был принят на работу во Французский институт чёрной Африки благодаря благосклонности его руководителя Теодора Монро. В нём он проводил этнологические исследования и занимался изучением народных традиций. Свои исследования он проводил в течение 15 лет, их результатом стала большая работа об империи Фула. В 1951 году он получил грант от ЮНЕСКО на проведение дальнейших исследований, что позволило ему поехать в Париж и встретиться с ведущими африканистами мира.
После получения Мали независимости в 1960 году Ба основал в Бамако Институт гуманитарных наук и неоднократно представлял свою страну на различных конференциях в ЮНЕСКО. В 1962 году он был избран в Исполнительный совет ЮНЕСКО, в 1966 году принимал участие в разработке единой системы транскрипции африканских языков.
Ба покинул исполнительный совет в 1970 году и остаток жизни посвятил дальнейшим исследованиям и написанию книг. В 1971 году он переехал в Маркори, пригород Абиджана, где занимался классификацией огромного количества собранных им за жизнь записей устного творчества народов Западной Африки, а также написал мемуары, которые были опубликованы посмертно.